# Nariyasu Yasuhara
Nariyasu Yasuhara (安原 成泰 Yasuhara Nariyasu?), född 9 augusti 1968 i Aichi prefektur, är en japansk tidigare fotbollsspelare.
Yasuhara började sin karriär 1991 i Toyota Motors (Nagoya Grampus Eight). Efter Nagoya Grampus Eight spelade han för River Plate Uruguay och Honda FC. Han avslutade karriären 1999.